# 上海旅游高等专科学校
上海旅游高等专科学校（英語：Shanghai Institute of Tourism）與上海师范大学旅游学院為一个机构、两块牌子，是中華人民共和國上海市的一所專科高等學校，也是上海师范大学的二级学院。

## 历史

### 上海旅专
作为具有独立法人资格的专科学校，上海旅专是該國第一所培養旅遊人才的專科高等學校。该校成立於1979年，當時名為上海旅行遊覽專科學校；1980年改名為上海旅遊專科學校，1986年開始受中國國家旅遊局和上海市人民政府雙重領導；1992年改為現名。2000年下放上海市管理。

### 上师大旅游学院
作为上海师范大学实施本科、研究生教育的二级非法人学院，该院前身为1998年组建的上师大城市与旅游学院。2003年，上海旅专划转上海师大管理，上海师范大学城市与旅游学院更名为上海师范大学旅游学院，并与上海旅专合并，成为同时具有两个名字的教育机构。

## 组织机构[6]

### 党政机构及直属单位
- 学校办公室
- 纪检监察审计办公室
- 组织人事处
- 教务处
- 学生处
- 团委
- 科研与研究生处
- 设备处
- 资产处
- 财务处
- 工会
- 国际交流学院（含外办）
- 继续教育学院
- 图书馆
- 休闲实训中心

### 教学单位
- 旅游与休闲管理学院
- 酒店与烹饪学院
- 会展与经济管理学院
- 旅游外语学院
- 公共教学部

## 外部連結
- 上海旅游高等专科学校
- 上海师范大学旅游学院